# シャイ・マエストロ
シャイ・マエストロ（Shai Maestro、1987年2月5日 - ）は、ジャズ・ピアニスト、作曲家である。ニューヨークを拠点に活動する。イスラエル出身の男性。

## 経歴
5歳からクラシック・ピアノを始め、イスラエルのギバタエムにあるテルマ・イェリン高校にて舞台芸術を学び、優等で卒業する。イスラエルのジャズ音楽コンテスト「Jazz Signs」で2002年と2003年の開催回に連続して優勝し、2004年から2010年の期間にアメリカ - イスラエル文化基金からジャズ・ピアノに関する奨学金を得た。さらにその後、彼はバークリー音楽大学の主催した5週間にわたる夏季講習に参加した。そこで特待生として入学する権利を与えられたが、それを辞退した。
その後、チック・コリアの共演者として知られるアヴィシャイ・コーエンから直接の誘いを受け、彼のバンドに加わり演奏活動を開始、数枚の録音作品にメンバーとして参加した後、2010年に自身が率いるシャイ・マエストロ・トリオを結成、2011年にそのデビュー作となる『Shai Maestro』を発表し、自己のキャリアをスタートする。以来、現在までに数枚の作品を発表、各所で精力的な演奏活動を展開している。

## 活動形態
- シャイ・マエストロ・トリオ (Shai Maestro Trio)

## ディスコグラフィ

### リーダー・アルバム
- Shai Maestro (2012年、Laborie)
- 『ザ・ロード・トゥ・イサカ』 - The Road to Ithaca (2013年、Laborie)
- 『アントールド・ストーリーズ』 - Untold Stories (2015年、Motéma)
- 『ザ・ストーン・スキッパー』 - The Stone Skipper (2016年、Sound Surveyor Music)
- 『ザ・ドリーム・シーフ』 - The Dream Thief (2018年、ECM)
- 『ヒューマン』 - Human (2021年、ECM)